# Neusticurus racenisi
Neusticurus racenisi är en ödleart som beskrevs av  Roze 1958. Neusticurus racenisi ingår i släktet Neusticurus och familjen Gymnophthalmidae. Inga underarter finns listade i Catalogue of Life.